# Bilge Khan

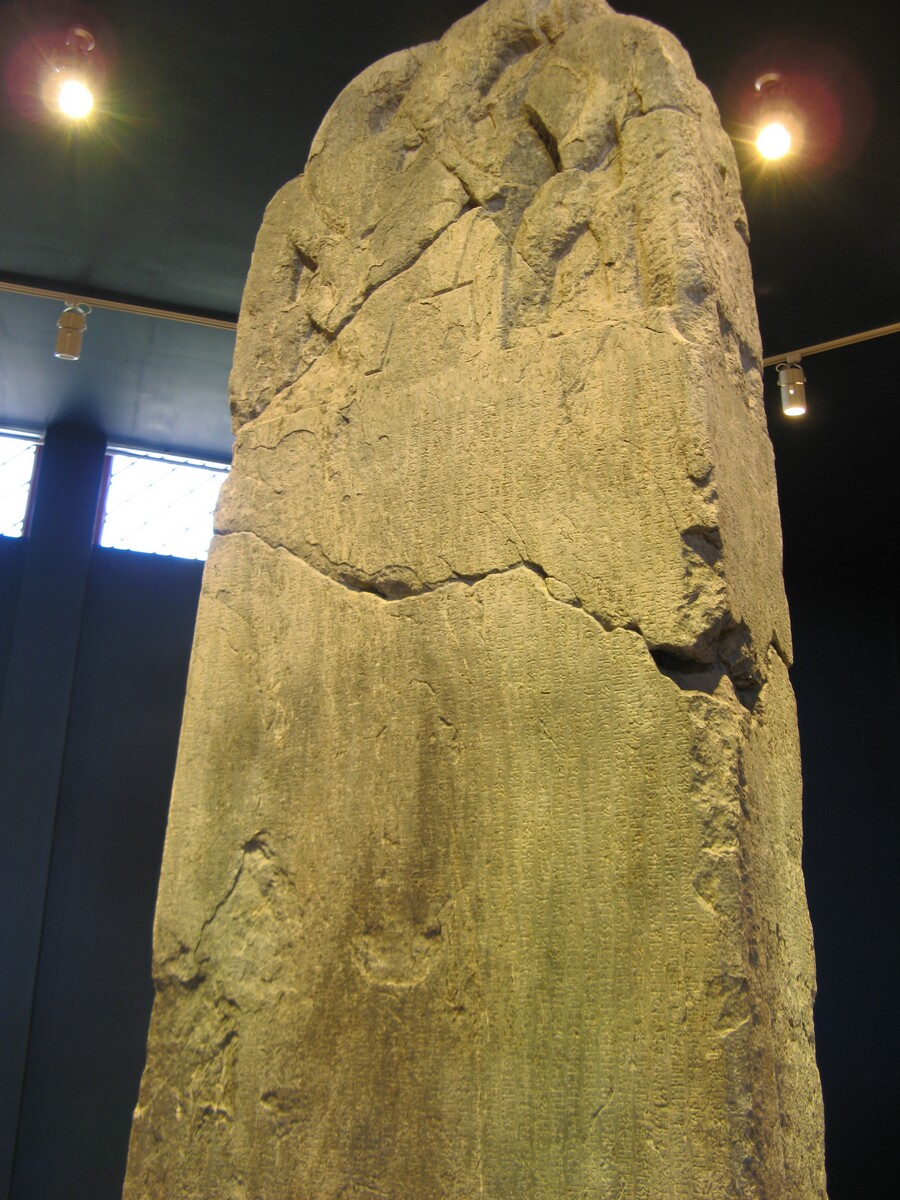
Denkmal von Bilge Khan im Orchon-Tal, Mongolei, von 2010

Bilge Khan, oder auch Bilge Kagan, (alttürkisch 𐰋𐰃𐰠𐰏𐰀 𐰴𐰍𐰣 Bilge qaγan, chinesisch 毗伽可汗, Pinyin píjiā kěhàn, W.-G. p'i-chia k'o-han, oder auch Kutluq Bilge-Kül; * 683 oder 684; † 734) war ein Khagan des zweiten östlichen Reiches der Göktürken.
Sein offizieller Titel war: 𐱅𐰭𐰼𐰃𐱅𐰏 : 𐱅𐰭𐰼𐰃 : 𐰖𐰺𐱃𐰢𐱁 : 𐱅𐰇𐰼𐰰 : 𐰋𐰃𐰠𐰏𐰀 : 𐰴𐰍𐰣 Teŋiriteg Teŋiri yaratmıš Türük Bilge qaγan (Lesart von rechts nach links: t2ŋr2it2g : t2ŋr2i : y1r1t1mš : t2ür2ük : b2il2ge : k1ğn1). Auf Deutsch: "Geschaffen von Tengri nach seinem Bilde, Türk Bilge Kagan."
Bilge Kagan bedeutet so viel wie ‚Weiser Herrscher‘. Es handelt sich bei Bilge um einen vermutlich von der Bevölkerung gegebenen Spitznamen (vgl. Alp Er Tunga - ‚heldenhafter Tiger-Recke‘; Deli Dumrul - ‚verrückter Sperberfalke‘ etc.).
Er war der Sohn des Reichsgründers Elteriš Kagan und Elbilge Katun, beide vom Haus Aschina. Bereits mit 14 Jahren wurde Bilge zum Gouverneur von Tarduš ernannt. Unter der Herrschaft von Qapagan Kagan unternahm er zahlreiche Heereszüge zwischen der Provinz Shandong und dem Eisernen Tor und befand sich in drei großen kriegerischen Auseinandersetzungen. Während dieser Zeit bezwang er Türgesch (den Nachfolgerstaat des Westreichs des Ersten Türk-Kaganats), worauf sich die Hoheiten von On-Ok in 699 erneut dem Göktürk Kaganat anschlossen. Er kämpfte gemeinsam mit seinem Bruder Kül Tegin.
Noch als Prinz heiratete er Po Beg (oder Kutluk Säbig Khatun), die Tochter von Tunyukuk, dem Berater seines Vaters. Nach dem Tod seines Onkels Qapagan in 716 wurde Bilge auf einer Friedens-Kurultai zum Kagan ausgerufen, der von seinem jüngeren Bruder Kültegin und Tunyukuk unterstützt wurde. Unter seiner Herrschaft steigerten sich ab 720 die Lieferungen aus China.
Bilge Khan entwickelte die Kriegstechnik weiter: Die erfolgreichste Truppe stellten die berittenen Bogenschützen. Die besten Schützen durften weiße Falkenfedern an ihren Helmen tragen. Entschlossen und hoch diszipliniert griffen sie in einer Pfeilformation ihre Gegner an. Dabei trugen sie Rüstungen aus hartem Leder oder aus Metall. Bilge Khan warb darüber hinaus Söldner aus anderen Völkerschaften an, so dass in seinen Reihen sowohl Türken als auch Nichttürken wie Mongolen, Tanguten und zahlreiche Chinesen kämpften.
721 wurde sein Bruder Kültegin und 734 er selbst ermordet. Bald danach brach das zweite Türk Kaganat zusammen.
Taten und Lebenswerk von Bilge Khan sind in den Orchon-Schriften niedergeschrieben.